# Батумська вулиця (Київ)
Бату́мська ву́лиця — вулиця в Голосіївському районі міста Києва, місцевість Ширма. Пролягає від Гетьманської (двічі) до Козацької вулиці.
Прилучаються вулиці Карпатської Січі та Сквирська.

## Історія
Вулиця виникла у 50-ті роки XX століття під назвою Нова. Сучасна назва — з 1955 року, на честь грузинського міста Батумі.